# Huaso

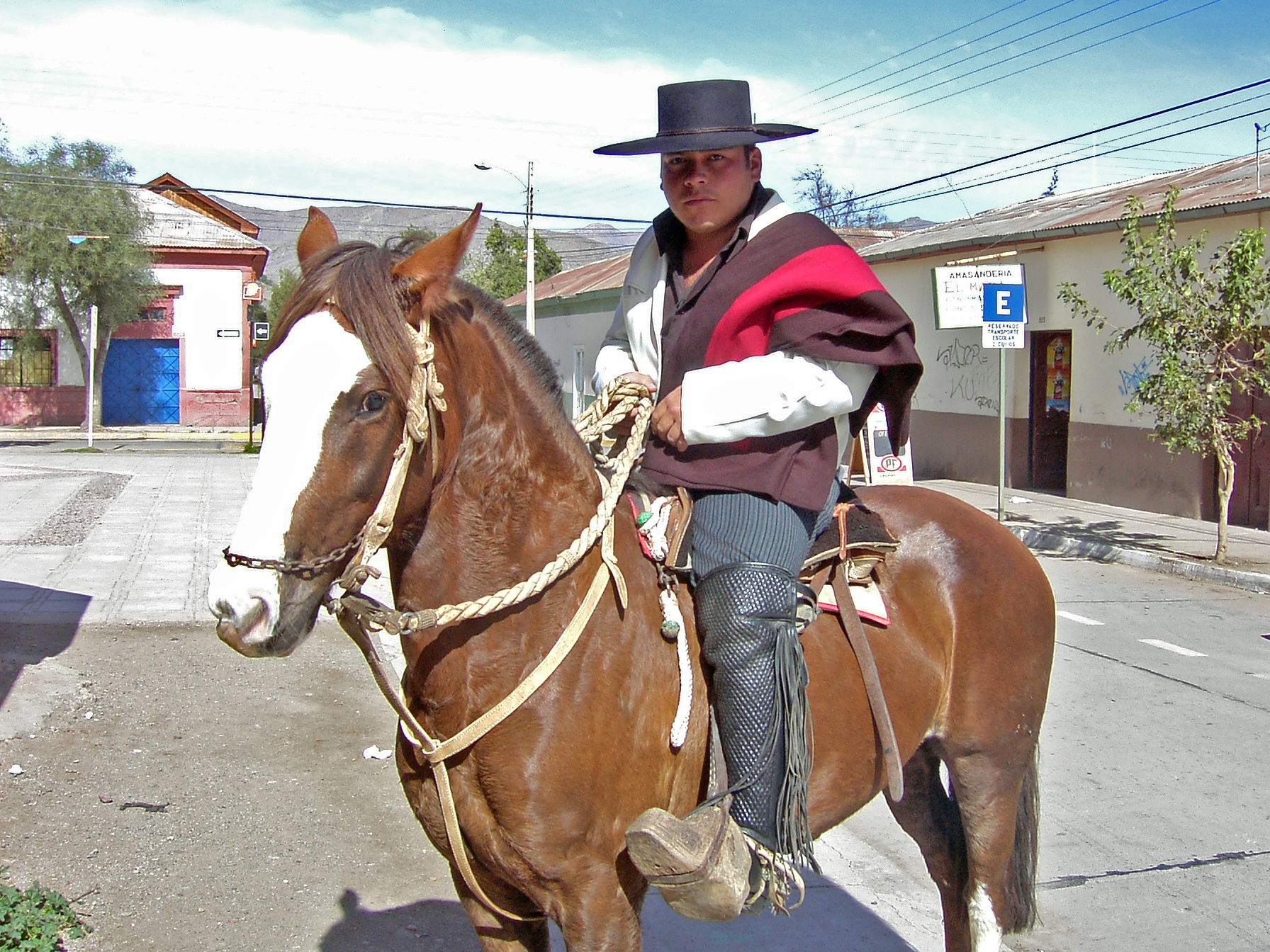
Tipico huaso cileno

Il huaso è un mandriano tipico del Cile.
Si tratta di un cavaliere esperto, che vive all'aria aperta, simile al gaucho argentino ed al cowboy statunitense. Gli huasos vivono nella valle centrale del Cile e conducono le mandrie di mucche o pecore. L'abbigliamento tipico comprende un cappello denominato chupalla.